# Hölder-egyenlőtlenség
A Hölder-egyenlőtlenség a következő állítás: ha {\displaystyle a_{1},\dots ,a_{n},b_{1},\dots ,b_{n}} nemnegatív valós számok, {\displaystyle p,q>1}, továbbá {\displaystyle {\frac {1}{p}}+{\frac {1}{q}}=1} teljesül, akkor
Egyenlőség akkor teljesül, ha valamelyik sorozat konstansszorosa a másiknak, tehát például van olyan {\displaystyle \lambda }, hogy {\displaystyle b_{i}^{q}=\lambda a_{i}^{p}} minden i-re.
A tétel {\displaystyle p=q=2}-re vonatkozó esete a Cauchy–Bunyakovszkij–Schwarz-egyenlőtlenség.

## Bizonyítása
Legyen
továbbá
Ekkor tehát {\displaystyle x_{1}+\cdots +x_{n}=y_{1}+\cdots +y_{n}=1} és azt kell igazolnunk, hogy
A számtani és mértani közép közötti egyenlőtlenség súlyozott formája miatt minden i-re
ezeket összeadva azt kapjuk, hogy
Egyenlőség akkor van, ha {\displaystyle x_{i}=y_{i}} minden i-re, azaz {\displaystyle b_{i}^{q}=\lambda a_{i}^{p}}, ahol {\displaystyle \lambda =B/A}.

## Története
Először Rogers igazolt egy ekvivalens állítást 1888-ban, majd Hölder, szintén különböző, de ekvivalens formában, 1889-ben. Mai formájában Riesz Frigyes mondta ki 1910-ben.